# Литературна награда на Базел
„Литературната награда на Базел“ (на немски: Literaturpreis der Stadt Basel) е допълнение към учредената през 1948 г. „Културна награда на Базел“. Присъжда се ежегодно от 1983 до 1996 г. на лице или институция „с особен принос към литературния живот на града“.
Отличието възлиза на 20 000 швейцарски франка.

## Носители на наградата
- 1984: Кристоф Гайзер
- 1986: Хансйорг Шнайдер
- 1987: Аделхайд Дюванел
- 1988: Юрг Федершпил
- 1989: Урс Видмер
- 1990: Гуидо Бахман
- 1992: Дитер Форте
- 1993: Издателство „Ленос“
- 1996: Вернер Луц
- 2013: Ален Клод Зулцер